# 2,4-dinitrofenol
2,4-dinitrofenol (DNP) (Engels: 2,4-dinitrophenol) is een organische verbinding met als brutoformule C6H4N2O5. De stof komt voor als gele kristallen of als kristallijn poeder en is goed oplosbaar in water, ethanol, ether en chloroform. Het werd voor het eerst bereid in 1919.

## Synthese
2,4-dinitrofenol wordt bereid uit 2- en 4-nitrofenol door middel van een aromatische nitrering:
Bij verdere nitrering wordt picrinezuur gevormd.

## Toxicologie en veiligheid
De stof kan bij schokken, wrijving of stoten ontleden, met een ontploffing tot gevolg. Schokgevoelige verbindingen worden gevormd met basen, ammoniak en de meeste metalen. 2,4-dinitrofenol ontleedt bij verhitting, met vorming van giftige gassen, onder andere stikstofoxiden.
De stof kan effecten hebben op de stofwisseling, met als gevolg hyperthermie. Blootstelling kan de dood veroorzaken. Desalniettemin werd de stof in de Verenigde Staten in de periode 1933 tot 1938 door tienduizenden gebruikt als afvalmiddel. Tachtig jaar later wordt dit gif illegaal verkocht als afvalmiddel.
Herhaald of langdurig huidcontact kan een huidontsteking veroorzaken. De stof kan effecten hebben op het perifeer zenuwstelsel en op de ogen, met als gevolg een vertroebeling van de ooglens (cataract of staar).